# Dimeriella sacchari
Dimeriella sacchari är en svampart som först beskrevs av Breda de Haan, och fick sitt nu gällande namn av Hansf. ex E.V. Abbott 1964. Dimeriella sacchari ingår i släktet Dimeriella och familjen Parodiopsidaceae.   Inga underarter finns listade i Catalogue of Life.